# Stanisław Stückgold
Stanisław Stückgold (ur. 18 maja 1868 w Warszawie, zm. 9 stycznia 1933 w Paryżu) – polski malarz pochodzenia żydowskiego tworzący na emigracji, pierwotnie inżynier chemik.

## Życiorys
Był wnukiem rabina i synem zamożnego kupca i bankiera. Studiował chemię i filozofię na Politechnice i Uniwersytecie w Zurychu, a następnie na paryskiej Sorbonie. Po studiach powrócił do rodzinnego miasta i odbył obowiązkową służbę w wojsku carskim. Pracując jako chemik osiągnął wysoki status materialny, wielokrotnie wyjeżdżał za granicę, pracował w laboratoriach w Berlinie i Düsseldorfie. Przez pewien czas mieszkał w Londynie. W 1905 rozpoczął studia w warszawskiej Szkole Sztuk Pięknych w klasie rzeźby u Xawerego Dunikowskiego, zaangażował się w wydarzenia związane z rewolucją 1905 roku musiał ukrywać się przed policją carska, a następnie wyjechał z Warszawy. Początkowo zamieszkał w Monachium, gdzie od 1906 uczył się u Simona Hollósy’ego, następnie dołączył do kolonii artystycznej Nagybánya (dziś Baia Mare w Rumunii). Tam latem 1908 poznał Elisabeth von Veress, którą rok później poślubił. W 1908 razem wyjechali do Paryża, gdzie Stanisław Stückgold uczęszczał do Académie La Palette i Académie Matisse. Poznał bliżej Henriego Matisse’a, Henriego Rousseau, utrzymywał relacje towarzyskie ze Stanisławem Przybyszewskim, André Salmonem oraz Otto Freundlichem. W 1911 wyjechał do Monachium, gdzie jako jedyny Polak znalazł się w kręgu Neue Künstlervereinigung, a potem w grupie Der Blaue Reiter. W 1913 jego prace uczestniczyły w I Salonie Jesiennym w Berlinie, a następnie wystawiono je w galerii Hansa Goltza w Monachium (po raz drugi zostały wystawione w 1917). W 1918 rozstał się z żoną, a rok później wziął udział w rewolucji w Monachium. Do 1921 prowadził prywatną szkołę malarstwa, następnie wyjechał do Szwajcarii, a potem do Włoch. W 1922 uczestniczył w I Międzynarodowej Wystawie Nowej Sztuki w Düsseldorfie, w 1923 na stałe osiadł w Paryżu. Wystawił swoje prace na Wystawie Artystów Polskich oraz otworzył szkołę malarstwa. W 1926 i 1927 odwiedził Warszawę, gdzie wystawiał obrazy w Żydowskim Towarzystwie Krzewienia Sztuk Pięknych. W Paryżu zaprzyjaźnił się z Albertem Einsteinem, który po śmierci Stanisław Stückgolda doprowadził do wystawienia jego prac w Galerie
Bernheim-Jeune.